# Przewłoccy herbu Przestrzał

Herb Przestrzał

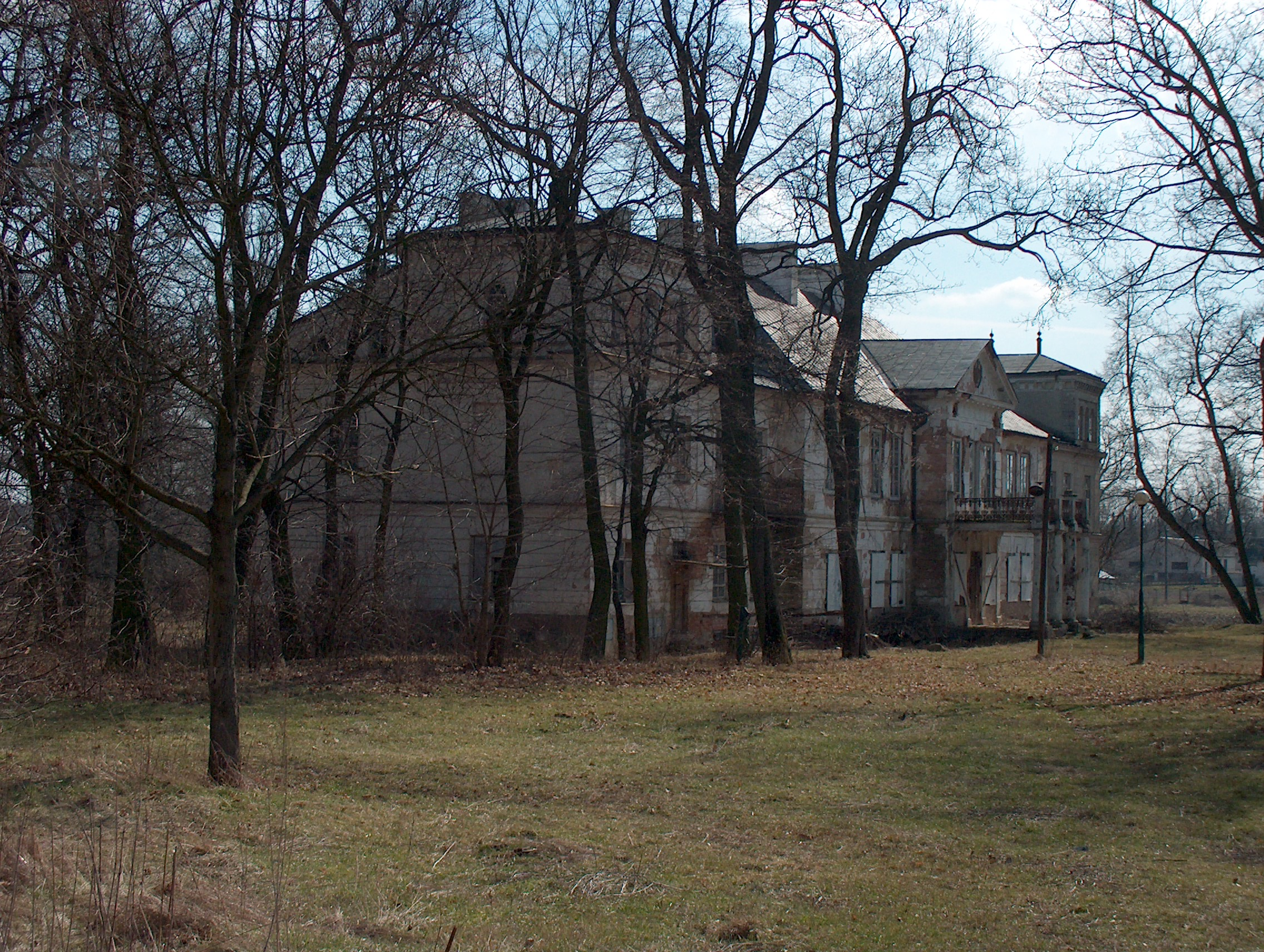
Pałac Przewłockich w Mordach

Przewłoccy herbu Przestrzał – polska rodzina szlachecka i ziemiańska.
Nazwisko Przewłocki wywodzi się od wsi Przewłoka na Podlasiu. Pierwsze wzmianki o Przewłockich szlacheckiego pochodzenia pojawiają się pod koniec XV wieku. W XVI-XVIII w. obecni na Wołyniu i Podlasiu (herbarze wymieniają m.in. Jakuba i Sebastiana z Przewłoki Przewłockich, ziemian podlaskich w 1575, oraz Andrzeja Przewłockiego, horodniczego krzemienieckiego w 1780). Po rozbiorach wylegitymowani ze szlachectwa w 1802 i później z herbem Przestrzał w Królestwie Polskim. W XIX wieku i 1. poł. XX wieku zamożne ziemiaństwo na Lubelszczyźnie i Podlasiu, skoligaceni z Koźmianami, Plater-Zyberkami, Hutten-Czapskimi, Żółtowskimi, Rostworowskimi oraz Czartoryskimi, posiadacze m.in. majątków Zimno, Wola Gałęzowska, Modliborzyce, Józefów, Mordy. Przedstawiciele rodziny żyją do dziś, zarówno w Polsce jak i na emigracji.
Rodzinę Przewłockich łączyły bliskie relacje z Towarzystwem Opieki nad Ociemniałymi i Zakładem dla Niewidomych w Laskach; wielu jej członków jest pochowanych na związanym z Zakładem cmentarzu leśnym.

## Przedstawiciele
- Klemens Przewłocki – polski działacz niepodległościowy, emigrant.
- Walerian Przewłocki – polski działacz niepodległościowy i społeczny, emigrant, przełożony generalny Zgromadzenia Zmartwychwstańców.
- Zofia z Koźmianów Przewłocka-Goniewska – działaczka społeczno–oświatowa, uczestniczka powstania styczniowego.
- Zofia z Przewłockich Kowerska – polska pisarka, nowelistka, krytyczka literacka.
- Konstanty Przewłocki – działacz gospodarczy, poseł do Rady Państwa Imperium Rosyjskiego.
- Józef Przewłocki – ziemianin, rotmistrz Wojska Polskiego.
- Marian Przewłocki – generał brygady Wojska Polskiego, uczestnik kampanii wrześniowej.
- Janusz Przewłocki – wydawca, kolekcjoner i bibliofil, działacz opozycji demokratycznej w PRL.
- Henryk M. Przewłocki – inżynier elektronik, współtwórca polskiego przemysłu półprzewodnikowego.
- Paweł Przewłocki – polski fizyk i socjolog, działacz społeczny.

## Inne rodziny o tym nazwisku
W XVIII wieku nazwisko Przewłocki razem z herbem Bodziec bądź Brodzic otrzymała rodzina neoficka z Litwy (potem wylegitymowana z herbem Szaszor). Uruski podaje, że istnieli również Przewłoccy h. Prus I. Nazwisko to występowało również w rodzinach pochodzenia mieszczańskiego i chłopskiego.